# منتخب تايلاند لاتحاد الرغبي للسيدات
منتخب تايلاند لاتحاد الرغبي للسيدات هو ممثل تايلاند الرسمي في المنافسات الدولية في اتحاد الرغبي . تأسس في 3 يونيو 2005.